# I ала римских граждан
I ала римских граждан (лат. Ala I civium Romanorum) — вспомогательное подразделение армии Древнего Рима.
Предположительно, данное подразделение было основано во время Великого Иллирийского восстания 6—9 годов или после его подавления, после чего в дальнейшем осталось в придунайских провинциях. Ряд дипломов от 80, 84 и 85 года свидетельствуют, что ала дислоцировалась в Паннонии. Диплом 80 года указывает, что в правление Нерона ала уже существовала. Она принимала участие в дакийских войнах Траяна и некоторое время входила в состав гарнизона новообразованной провинции Дакия. Возможно, ала также участвовала в парфянской кампании Траяна, но приблизительно в 118/119 году была переведена в Нижнюю Паннонию. Первое её появление в военных дипломах провинции происходит в 135 году и в дальнейшем она упоминается в различных дипломах вплоть до 159 года. Другие эпиграфические данные свидетельствуют о том, что она осталась в Нижней Паннонии, по крайней мере, до III века.
Префектом I алы римских граждан во II веке был римский военачальник Луций Абурний Торкват.